# Тестовый матч (регби)
Тестовый матч в регби-15 — игра, обладающая статусом полноценной международной встречи основных сборных по версии по крайней мере одного из участников. Термин не является официальным, однако весьма распространён в спортивном сообществе.
Некоторые сборные команды представляют части территорий государств или несколько государств сразу (например, «Британские и ирландские львы», «Пасифик Айлендерс» или сборная Ирландии). Некоторые национальные сборные рассматривают матчи против таких соперников как игры высшего международного уровня и учитывают такие встречи в общей статистике. Первая игра, получившая статус тестовой, прошла между сборными Шотландии и Англии 27 марта 1871 года. Примечательно, что эта игра состоялась за год до проведения первого «тестового» матча в футболе, за шесть — в крикете и за двадцать четыре в хоккее на траве.
Первое упоминание слова «тест» в отношении спортивных мероприятий относится к 1861 году. Тогда термин использовался для обозначения важных, но не международных в полном смысле слова игр. Тогда сборная Англии по крикету, не получившая санкции регулирующих органов, отправилась в турне по Австралии. Предполагается, что в основе нового понятия лежит идея матча как «испытания (теста) на прочность и умение». Когда официальные сборные Англии и Австралии по крикету и регби стали регулярно соревноваться, термин стал использоваться только в отношении матчей между главными командами. Подобная практика утвердилась в 1880-х годах.
Если Международный крикетный совет строго контролирует использование словосочетания «тестовый матч», то Международный совет регби не устанавливает предписаний такого рода. В регби-15 матч может быть признан тестовым и внесён в статистику по инициативе только одной из сторон, даже если другая имеет возражения.
Регулирующие органы не обязаны признавать матч тестовым для его официального учёта, и противоречия между организациями возникают крайне редко. Единственный случай в мужском регби высшего уровня, вызвавший разногласия между спортивными федерациями, относится к 1920-м годам, когда проходили матчи между сборной Нового Южного Уэльса и «Олл Блэкс». Так как центр австралийского регби находился в Новом Южном Уэльсе, а остальные территории практически не были вовлечены в игру, Австралийский регбийный союз рассматривал матчи в качестве официальных и записывал на счёт игроков появления в составе национальной сборной. Коллеги спортивных чиновников из Новой Зеландии, впрочем, действовали асимметрично. Возникновение подобных споров в наше время маловероятно в силу профессиональных принципов современного регби и широкого освещения событий регбийного мира в СМИ. Различные взгляды на ведение статистики могут возникнуть только в случае играми между сильнейшими сборными и сборными второго, третьего ярусов или резервными составами национальных команд. Учёт таких игр проходит в порядке, регламентированном в нормативах более слабых регбийных союзов. Например, до 2008 года американская федерация признавала игры сборной против резервных составов английской, ирландской, шотландской, аргентинской и новозеландской команд.